# Wasserschloss Mellenthin

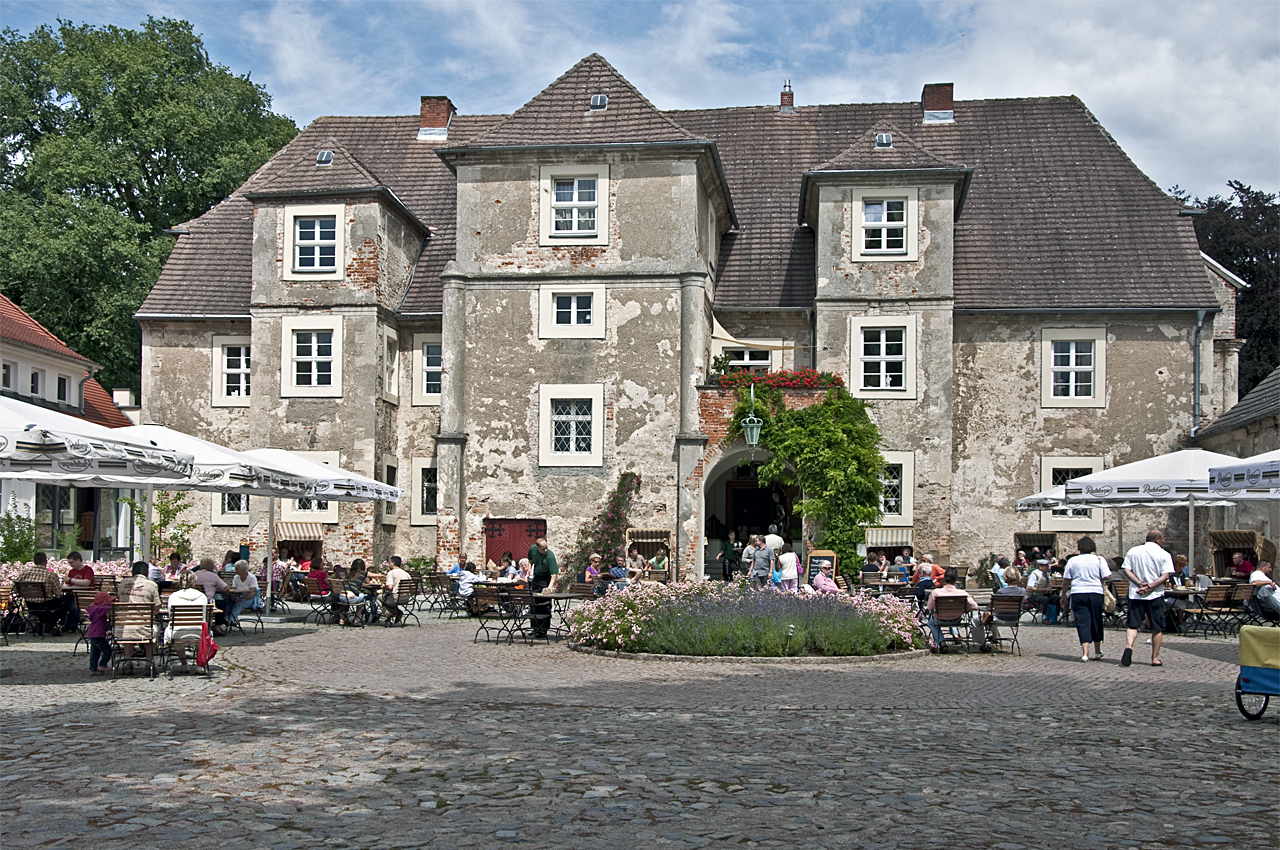
Wasserschloss Mellenthin

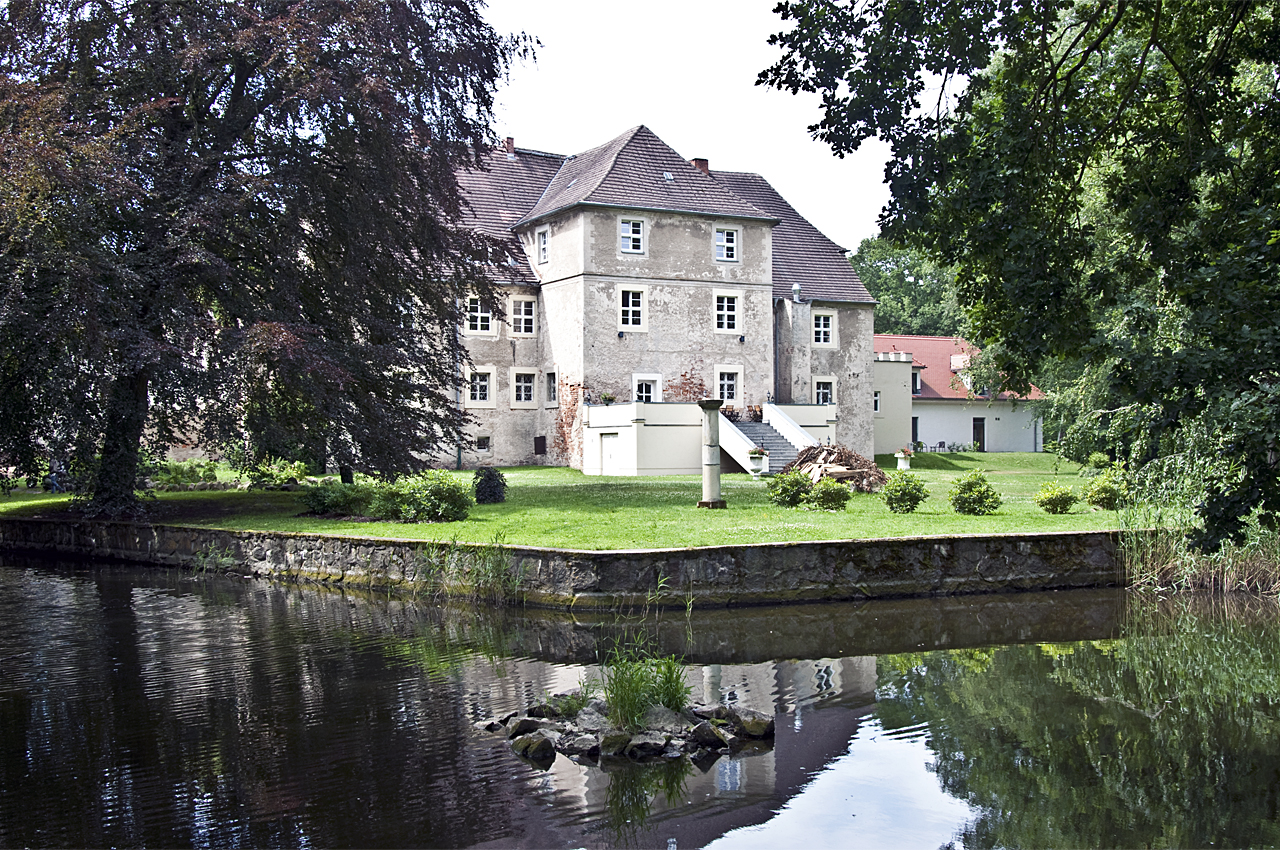
Wasserschloss Mellenthin, Rückansicht

Das Wasserschloss Mellenthin ist ein Herrenhaus in Mellenthin auf der Insel Usedom im Landkreis Vorpommern-Greifswald.

## Geschichte
Mellenthin war neben Gothen, nachweisbar seit dem 14. Jahrhundert, ein Stammgut der adligen Familie von Neuenkirchen. Das Schloss Mellenthin wurde zwischen 1575 und 1580 im Auftrag von Rüdiger von Nienkerken (Neuenkirchen) erbaut, einem Rat des Herzogs Ernst Ludwig von Pommern-Wolgast. Baumeister war angeblich Antonio Wilhelmi. Der Überrest eines Vorgängerbaus befindet sich abseits davon im Gutspark.
Nach dem Aussterben der Familie von Neuenkirchen 1641 und dem Ende des Dreißigjährigen Krieges wurde Johan Axelsson Oxenstierna durch die schwedische Königin Christina mit dem nun in Schwedisch-Pommern liegenden Gut belehnt. Wenige Jahre später kam Mellenthin in den Besitz des Generals Burchard Müller von der Lühne. Dessen Nachkommen besaßen das Gut bis 1747. Dann wurde es allodifiziert und bei einer öffentlichen Versteigerung durch den preußischen Kriegsrat Bleichert Peter von Meyenn erworben. Nach einem Konkurs kam das Gut Mellenthin 1818 an den Swinemünder Justizrat Wittchow, dessen Familie bis 1910 im Besitz des Gutes blieb.
1931 erwarb der Makler Wenner das Wasserschloss und 120 Hektar Land. Das restliche Gutsland wurde aufgesiedelt. Die Gutsbesitzer wurde nach dem Ende des Zweiten Weltkriegs enteignet. Der Gebäudekomplex wurde durch die Gemeinde genutzt, die hier unter anderem Wohnungen, einen Kindergarten und ein Heimatmuseum einrichtete. Zu DDR-Zeiten kam auch eine Gaststätte ins Schloss. Nach der Wende wurde das Wasserschloss 2001 privatisiert und zu einem Hotel mit Gastronomie ausgebaut. Seit Oktober 2011 wird im rechten Flügel eine Gasthausbrauerei betrieben. In der ehemaligen Schlosskapelle befindet sich ein Laden mit einer Kaffeerösterei.

## Anlage

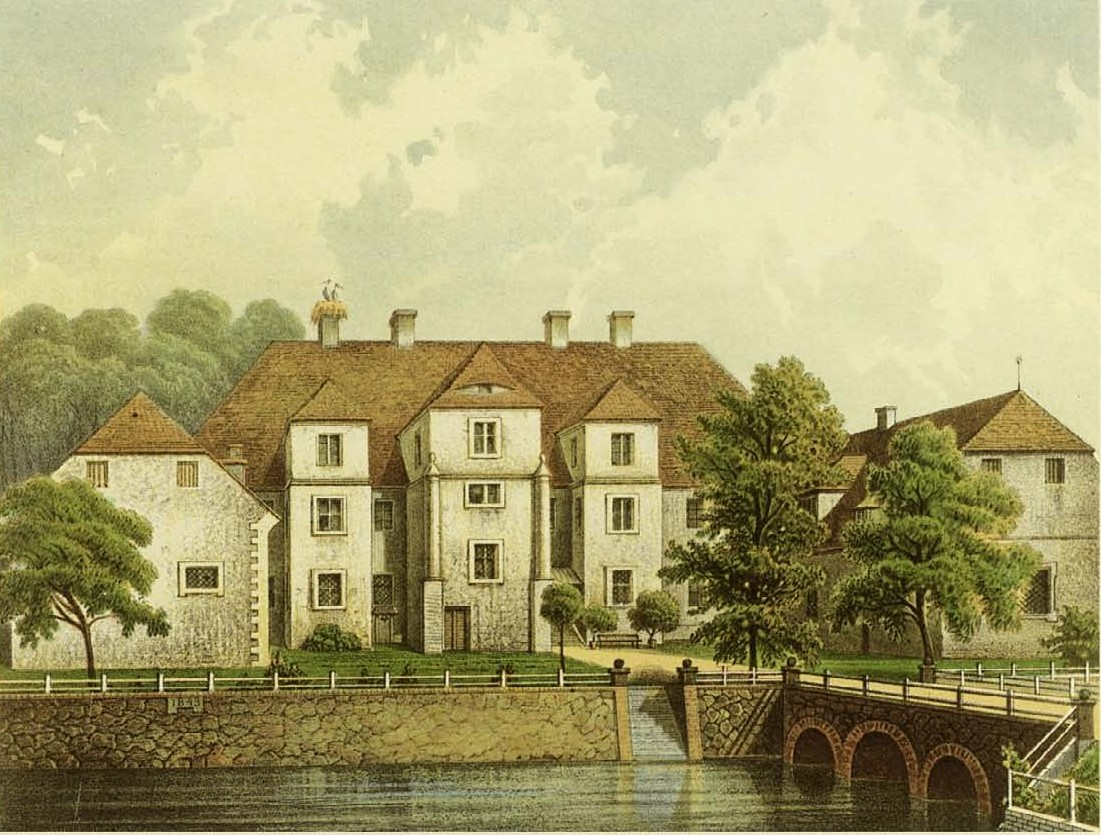
Schloss Mellenthin im 19. Jahrhundert

Das Bauwerk befindet sich auf dem südwestlichen Teil einer künstlichen Insel von rund 100 m Länge und 80 m Breite, die von einem etwa 20 m breiten Wassergraben umgeben ist. Die Grabenseiten sind durch Futtermauern gesichert.
Das Hauptgebäude der dreiflügeligen Anlage ist ein zweigeschossiger, siebenachsiger geputzter Backsteinbau mit Krüppelwalmdach. Auf der Hofseite hat das Gebäude einen breiten einachsigen Mittelrisalit und zwei schmalere Seitenrisalite mit Walmdach. Das umlaufende Traufgesims ist in den dreigeschossigen Risaliten als geschosstrennendes Gesims weitergeführt. Die Eckquaderung des Putzes stammt von einer Renovierung des Gebäudes am Ende des 19. Jahrhunderts.
Zwischen dem Mittelrisalit und dem rechten Seitenrisalit befindet sich ein offener Eingangsvorbau mit Rundbogen und Kreuzgratgewölbe, der 1904 errichtet wurde. Dort befinden sich eine Tafel mit einer Inschrift und das Familienwappen, die Christoph von Neuenkirchen hier 1596 zur Erinnerung an seinen Vater, den Bauherrn des Schlosses, anbringen ließ. 
Auf der Gartenseite befindet sich ein zweiachsiger Mittelrisalit, vor dem 1904 eine Freitreppe angelegt und zum Ende des 20. Jahrhunderts wieder entfernt wurde. Am östlichen Giebel befindet sich ein Treppenhausvorbau.
Im Inneren sind Keller, Erd- und Obergeschoss als Kreuzgratgewölbe (Stichkappentonnen) ausgeführt. In der Eingangshalle wird das Gewölbe von einer toskanischen Säule getragen. Dort befindet sich auch ein Renaissancekamin aus dem Jahr 1613, der ursprünglich im Saal im Obergeschoss stand. 

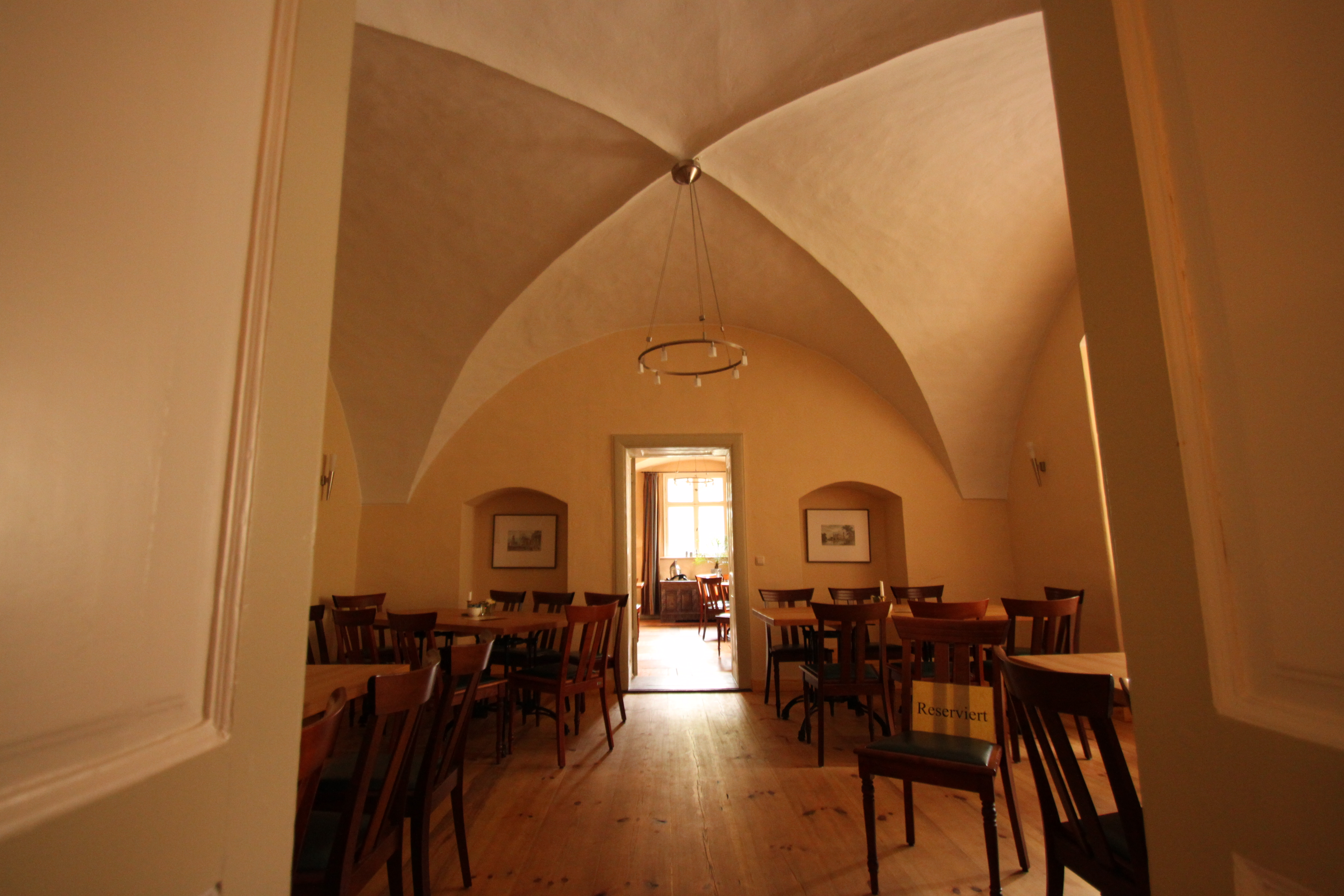
Saal

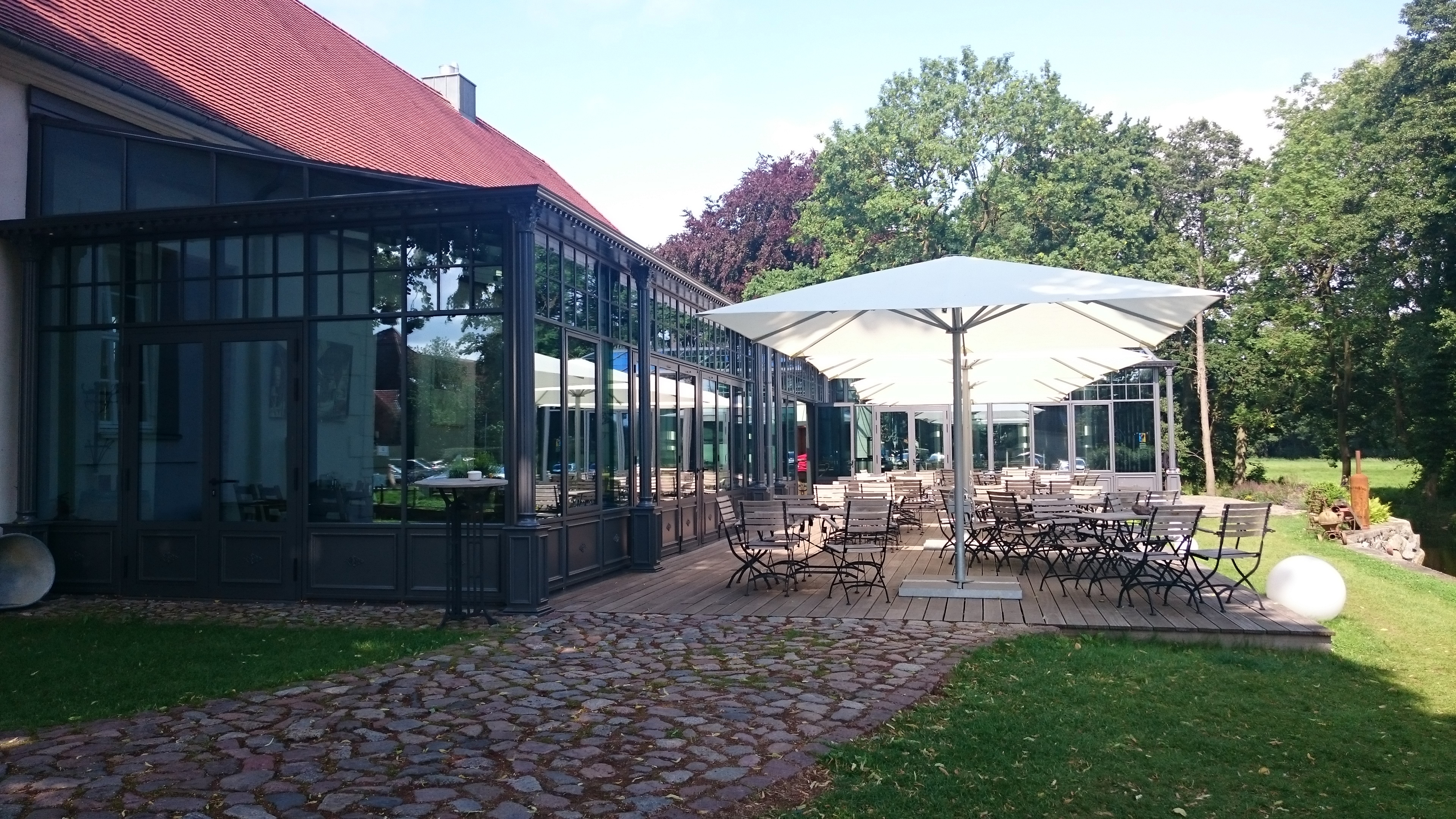
Anbau für Brauerei und Terrasse

An der Hofseite befinden sich zwei Seitenflügel, die das Hauptgebäude mit ihren Ecken berühren, aber keine innere Verbindung zu diesem aufweisen. Der rechte, südwestliche Seitenflügel geht wahrscheinlich auf einen befestigten Vorgängerbau mit je einem Turm an der östlichen und der südlichen Ecke zurück. Er besaß ursprünglich, wie das Hauptgebäude, in alle Teilen Stichkappentonnen und wurde daher wahrscheinlich zur gleichen Zeit errichtet. In diesem Flügel befinden sich zwei große saalartige Räume. Diese waren durch Zwischenwände und Einbauten verkleinert worden, wurden aber bei den Restaurierungsarbeiten in den 2000er Jahren wieder weitgehend freigelegt. Weiterhin befanden sich im Seitenflügel Wohnräume für Gäste und Diener sowie eine Kapelle. Für die 2011 eröffnete Gasthausbrauerei erhielt das Gebäude einen gläsernen Anbau, in dem sich die Produktions- und Lagerräume der Brauerei sowie eine Terrasse für die Gäste befinden. 
Der linke Seitenflügel wurde im 17. Jahrhundert errichtet. In ihm befand sich ursprünglich der Marstall, heute beherbergt er ein Hotel.
Beiderseits der zum Wasserschloss führenden Allee befinden sich die früheren Wirtschaftsgebäude der Gutsanlage.

## Belege
1. 1 2  Eckhard Oberdörfer: Ostvorpommern. Vom Amazonas des Nordens zu den Kaiserbädern – ein Reise und Lesebuch. Edition Temmen, Bremen 2006, S. 289.
2. ↑  Brauerei. Wasserschloss Mellenthin, abgerufen am 26. Juli 2023.
3. ↑  Kaffeerösterei. Wasserschloss Mellenthin, archiviert vom Original (nicht mehr online verfügbar) am 2. Februar 2017; abgerufen am 21. Januar 2017.

Koordinaten: 53° 55′ 26,3″ N, 14° 0′ 59,4″ O